# Vetenskapsåret 1983

## Händelser

### Arkeologi
- 2 december - Benbitar från en 17 miljoner år gammal underkäke presenteras på Kenyas nationalmuseum i Nairobi.[1]

### Astronomiochrymdfart
- 23 januari - Sovjetiska rymdsonden Kosmos 1402 störtar söder om Diego Garcia i Indiska oceanen.[1]
- 7 februari - Tredje delen, kärnreaktorn, av sovjetiska rymdsonden Kosmos 1402 störtar i Sydatlanten, mellan Brasilien och Ascension. Strålningen anses vara omätbar av experterna.[1]
- 4-9 april - Rymdfärjan Challenger gör sin jungfruresa.[1]
- 22 april - Sovjetiska rymdfarkosten Sojuz T-8 tvingas återvända till jorden efter misslyckat dockningsförsök med Saljut 7.[1]
- 13 juni - Amerikanska rymdsonden Pioneer 10 lämnar, som första föremål skapat av människan, Solsystemet.[1]
- 18 juni - Amerikanska rymdfärjan Challenger skjuts ut från Kennedy Space Center i Florida med 32-åriga Sally Ride samt fyra manliga astronauter, och därmed blir hon USA:s första kvinna i rymden.[2]
- 27 juni - Sovjetunionen skjuter iväg rymdfarkosten T-9 från Bajkonur, med Vladimir Ljachov och Alexander Alexandrov inuti.[1]
- 5 september - Amerikanska rymdfärjan Challenger återvänder till jorden efter sex dagar i rymden. Ombord finns överstelöjtnant Guion Bluford, den första icke-färgade amerikanska astronauten.[1]
- 23 november - Sovjetiska rymdfarkosten Sojuz T-9, med kosmonauterna Vladimir Ljachov och Alexander Alexandrov, återvänder till jorden.[1]
- 28 november - Då rymdfärjan Columbia lyfter blir tysken Ulf D. Merbold den förste icke-amerikan att följa med en rymdfärja ut i rymden.[1]
- 22 december - I tidskriften Nature publiceras en rapport från två forskare i Oxford, som rekonstruerat den Julianska kalendern och fastställt datum för månförmörkelsen som enligt Bibeln och andra samtida källor inträffat efter Jesu korsfästelse. Detta daterar korsfästelsen till fredagen den 3 december år 33.[1]

### Biologi
- Maj - Första rapporten om viruset som orsakar AIDS kommer. Referenser: Barre-Sinoussi F, Chermann JC, Rey F, Nugeyre MT, Chamaret S, Gruest J, Dauguet C, Axler-Blin C, Vezinet-Brun F, Rouzioux C, Rozenbaum W, Montagnier L. (1983) Isolation of a T-lymphotropic retrovirus from a patient at risk for acquired immune deficiency syndrome (AIDS). Science, 220, 868-871, doi:10.1126/science.6189183 PMID 6189183.
- Juni - Den första rapporteren om användandet av monoklonal antikropp som medicinsk undersökning kommer. Referenser: Greener, Mark (2005). MAbs Turn 30. The Scientist 19(3):14-16.  Klotz S.A.; Drutz D.J.; Tam M.R.; and Reed K.H. Hemorrhagic proctitis due to lymphogranuloma venereum serogroup L2. Diagnosis by fluorescent monoclonal antibody. New England Journal of Medicine 308(26):1563-1565. PMID 6602293.

### Fysik
- 20 oktober - Meterdefinitionen ändras, Paris, 17.e Allmänna konferensen för mått och vikt (CGPM, Conférence générale des poids et mesures). 1 meter = avståndet som ljuset färdas i rymden under 1/299 792 458 sekund.[3]

### Medicin
- 6 februari - Amerikanska forskare uppges ha isolerat cancergener från en mänsklig tumör, ochvisat att generna kunnat omvandla normala celler eller till tumörceller.[1]
- 7 mars - I Sverige godkänner Socialstyrelsen mistelextraktet Iscador, medan THX underkänns som naturmedel för injektion.[1]
- 28 mars - Läkrare i Innsbruck uppges ha utfört den första kombinerade lever- och benmärgsoperationen.[1]
- 30 april - Från läkarkongressen i Stockholm meddelas att antalet fall av AIDS i USA fördubblas varje halvår, och redan drabbat 1 400 amerikaner, och tre år efter diagnosen var färre än 14 % av dem i livet.[1]
- Juni - I mitten av månaden presenteras statistik från Population Reference Bureau, som visar att spädbarnsdödligheten i världen under 1980 var som lägst i Sverige (6.7 dödsfall per 1 000 födslar), följt av Japan (7.4), Finland (7.6), Norge (8.1) och Danmark (8.4). I USA var siffran 12.5 %.[1]
- 3 juli - Forskare i Storbritannien, samt i Uppsala i Sverige, meddelar att man lyckats påvisa en naturlig läkande substans i blodet, som kan få cancertumörer att växa okontrollerat.[1]
- 27 juli - I Hannover lyckas ett läkarlag under Christoph Broeschs genomföra världens första levertransplantation, då en tvåårig flicka får en bit av en vuxen persons lever transplanterad.[1]
- 6 november - Norge blir först i Norden med att göra en hjärttransplantation, då en ung norsk flicka får nytt hjärta av ett läkarlag på 15 personer vid en nattoperation på Rigshospitalet i Oslo.[1]
- 22 november - Världens första lyckade benmärgsplantation meddelas ha utförts på Huddinge sjukhus, där en 10-årig flicka från Kalix fått en benmärg från sin yngre bror.[1]
- 26 november - Göteborgsläkaren hävdar i en debattartikel i Dagens Nyheter att läkemedlen Butazoldin och Tanderil prsalat 1 182 dödsfall, varav 17 i Sverige, där det senaste kända dödsfallet inträffade 1977.[1]
- 29 november - Två patienter avlider och 12 skadas efter dialysbehandling med fel vätska vid Linköpings regionsjukhus i Sverige.[4]

### Paleontologi
- Juli - Resterna av en skräcködla, daterad 125 miljoner år gammal, rapporteras i mitten av månaden ha hittats i Surrey.[1]

## Pristagare
- Bigsbymedaljen: Robert Keith O'Nions[5]
- Copleymedaljen: Rodney R. Porter
- De Morgan-medaljen: Klaus Roth
- Ingenjörsvetenskapsakademien utdelar Stora guldmedaljen till Lars Halle och Lars Leine
- Nobelpriset:[6]
  - Fysik: Subramanyan Chandrasekhar, William A. Fowler
  - Kemi: Henry Taube
  - Fysiologi/Medicin: Barbara McClintock
- Steelepriset: Shiing-Shen Chern, Paul Halmos, Steven Kleene
- Turingpriset: Ken Thompson och Dennis Ritchie
- Wollastonmedaljen: Dan Peter McKenzie[7]
- Anders Jahres medicinpris – Viktor Mutt.[1]

## Födda
- 23 juni - Sveriges första provrörspojke.[1]

## Avlidna
- 9 mars – Ulf von Euler, 78, svensk fysiolog och farmakolog, nobelpristagare i medicin 1970.[1]
- 17 mars – Haldan Keffer Hartline, 79, amerikansk fysiolog, nobelpristagare.
- 24 mars – Barney Clark, 62, amerikansk plasthjärtepatient.[1]
- 22 maj – Albert Claude, belgisk biolog, nobelpristagare.
- 27 juni - Maxie Anderson, 27, amerikansk ballongfarare (luftballongsolycka).[1]
- 10 september – Felix Bloch, 77, amerikansk fysiker, nobelpristagare.

### Fotnoter
1. 1 2 3 4 5 6 7 8 9 10 11 12 13 14 15 16 17 18 19 20 21 22 23 24 25 26 27   Horisont 1983. Bertmarks
2. ↑  20:e århundrades När Var Hur - 1983, Bernt Himmelstedt, Forum, 1999
3. ↑   Så blev en-meter en meter, Research Institutes of Sweden /ri.se (läst 25 maj 2025)
4. ↑  Horisont 1983, Bertmarks förlag, sidan 278 - Dialysolycka vid svenskt sjukhus
5. ↑  ”Geological Society”. Arkiverad från originalet den 5 juni 2011. https://web.archive.org/web/20110605101836/http://www.geolsoc.org.uk/gsl/society/history/page753.html. Läst 13 april 2011.
6. ↑  ”Nobelpriset”. http://nobelprize.org/nobel_prizes/lists/all/index.html. Läst 10 april 2011.
7. ↑  ”Geological Society”. Arkiverad från originalet den 5 juni 2011. https://web.archive.org/web/20110605102217/http://www.geolsoc.org.uk/gsl/society/history/page750.html. Läst 14 april 2011.